# Tephrina quadriplaga
Tephrina quadriplaga är en fjärilsart som beskrevs av Rothschild 1921. Tephrina quadriplaga ingår i släktet Tephrina och familjen mätare. Inga underarter finns listade i Catalogue of Life.